# Sieglinde (pomme de terre)
La Sieglinde est une variété de pomme de terre à fleurs blanches cultivée en Allemagne depuis 1935. C'est une variété précoce aux tubercules allongés à ovales, à la chair ferme, tenant à la cuisson, de couleur jaune. Sa saveur est délicatement épicée et légèrement onctueuse.
La variété 'Sieglinde' est résistante à la galle verruqueuse et hautement résistante au rhizoctone brun, à la jambe noire, au virus A et Y.
En revanche, elle est sensible au mildiou tant du feuillage que des tubercules, à la fusariose, au virus de l'enroulement des feuilles, au virus M et X et aux nématodes de la pomme de terre.
En 2010, un jury allemand d'associations environnementales, de consommateurs et d'agriculteurs l'a élue « pomme de terre de l'année » (Kartoffel des Jahres).
Cette variété est notamment cultivée dans la région du Salento en Italie pour la production de primeurs sous l'appellation Patata novella Sieglinde di Galatina.

## Origine génétique
La variété 'Sieglinde' est issue d'un croisement des variétés 'Böhm 155/06' et 'Juli' obtenu en 1935 par le sélectionneur allemand Kartoffelzucht Böhm. Elle compte dans son ascendance les anciennes variétés 'Daber' et 'Paterson's Victoria', vraisemblablement issues d'introductions du Chili à la fin du XVIIe siècle pour la première et au milieu du XIXe siècle pour la seconde.
Cette variété compte dans sa descendance la variété 'Linzer delikatess' obtenue en Autriche en 1975.

## Moor-Sieglinde (Sieglinde de tourbière)
Les pommes de terre 'Sieglinde' cultivées dans des sols tourbeux et marécageux, en particulier dans les régions de Teufelsmoor (Lande de Brême) ou Donaumoos (Bavière), ont la réputation d'être particulièrement savoureuses. En outre, les sols tourbeux n'adhèrent pas aux tubercules, qui peuvent donc être emballés et vendus sans nécessiter de lavage.

## Protection
La 'Sieglinde' est la plus ancienne variété de pomme de terre approuvée en Allemagne par l'Office fédéral des obtentions végétales (Bundessortenamt) pour la culture commerciale. Son inscription a été demandée en 1935 par Kartoffelzucht Böhm de la région de la Lande de Lunebourg. En Allemagne, la protection des variétés végétales de pomme de terre a une durée de 30 ans. La 'Sieglinde' est donc « libre ».
Dans la foulée de la controverse entourant la variété de pomme de terre 'Linda', le Financial Times Deutschland a rapporté en 2005, que l'obtenteur Europlant avait pour objectif de rétablir la protection de la 'Sieglinde'.
Cela a été qualifié de « canular » par Europlant.